# SINCERELY 〜ever dream〜
「SINCERELY 〜ever dream〜」（シンシアリー・エバー・ドリーム）は、2002年6月10日に発売されたdream13枚目のシングル。
品番：AVCD-30368

## 概要
- 松室の誕生日に、dreamのシングルで初めてのCCCDとしてリリースされた。
- 表題曲は、テレビ東京系アニメ『ヒカルの碁』のエンディングテーマ。1stアルバム『Dear…』収録の「sincerely」のメロディーに、新たに歌詞が付けられた曲で、dreamのシングルでは初めてリミックスが収録されていない。なお、カップリングの「Message」は、アルバムではベスト・アルバム『eternal dream』以外収録されていない。
- このシングルを以て松室麻衣がメンバーを卒業した。松室の卒業を聞かされた際、長谷部優と橘佳奈の二人はトイレで泣いたと言う[1]。

## 収録曲
1. SINCERELY 〜ever dream〜 （Original Mix）
作詞：松室麻衣　作曲：菊池一仁　編曲：HΛL
2. Message （Original Mix）
作詞：松室麻衣　作曲・編曲：鈴木雅也
3. SINCERELY 〜ever dream〜 （Instrumental）
4. Message （Instrumental）